# Xaquimardã

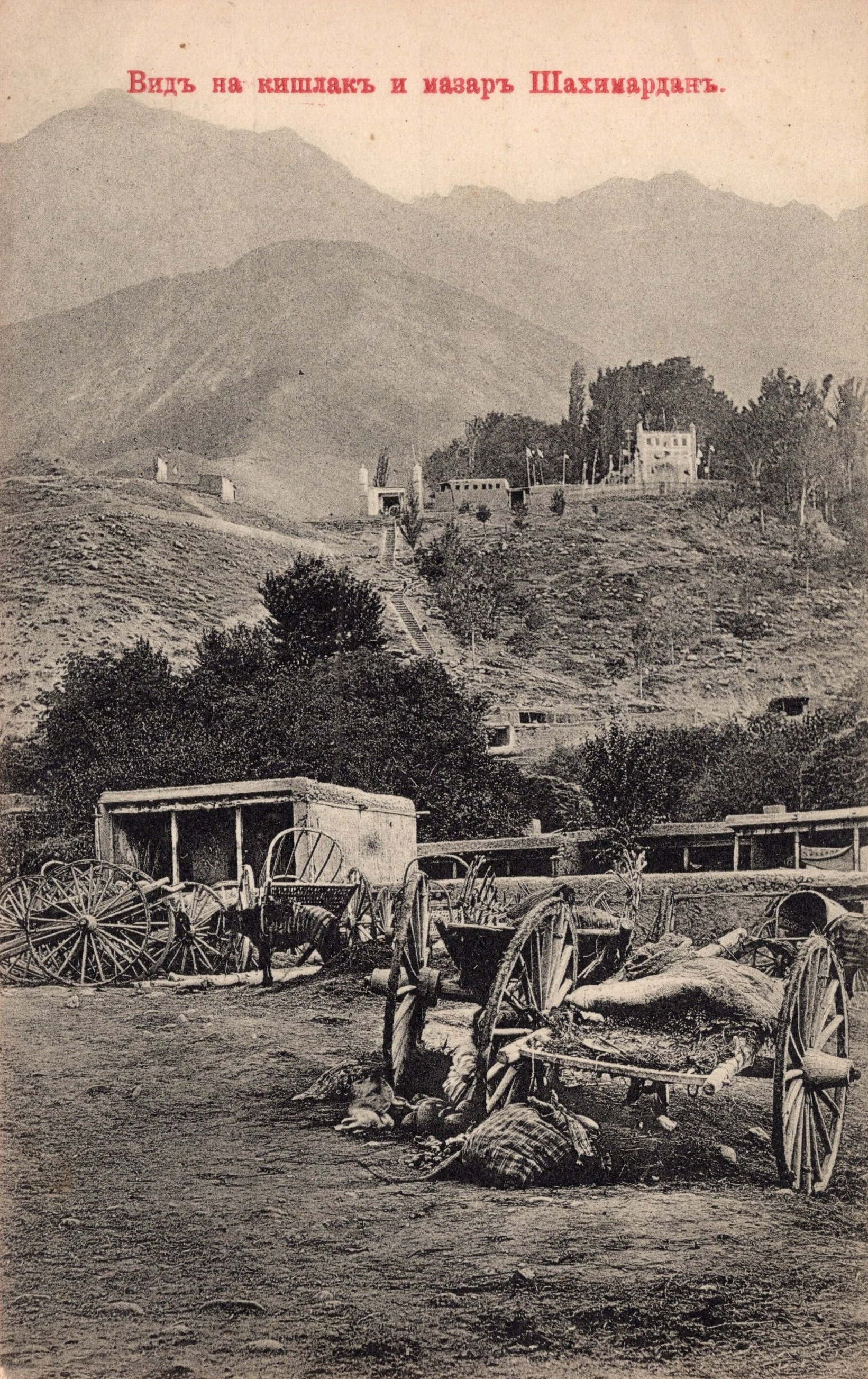
Vista da vila e mausoléu de Xaquimardã, início do século XX

Xaquimardã (em russo: Шахимардан; romaniz.: Shakhimardan) ou Xoquimardom (em usbeque: Shohimardon) é um território do Usbequistão com cerca de 90 km² encravado no Quirguistão (província de Batken), na região Vale de Fergana da Ásia Central.
A população é maioritariamente usbeque. A economia é essencialmente agrícola, predominando culturas irrigadas e criação de gado.